# Exocentrus aculeatus
Exocentrus aculeatus är en skalbaggsart som beskrevs av Holzschuh 1995. Exocentrus aculeatus ingår i släktet Exocentrus och familjen långhorningar.
Artens utbredningsområde är Sri Lanka. Inga underarter finns listade i Catalogue of Life.